# 大矢晋
大矢 晋（おおや すすむ）は日本の元歌手。フォルテ・ミュージックエンタテインメントに所属していた。

## 来歴・人物
影山ヒロノブのライブで遠藤正明と共にバックコーラスを担当していた。1993年より『特捜ロボ ジャンパーソン』、『ドラゴンボールZ』の主題歌・挿入歌を歌唱。

## 代表曲
- 特捜ロボ ジャンパーソン（『特捜ロボ ジャンパーソン』オープニングテーマ） - 1993年
- 朝焼けのララバイ（『特捜ロボ ジャンパーソン』エンディングテーマ） - 1993年
- 正義のために（『特捜ロボ ジャンパーソン』挿入歌） - 1993年
- ハロー・JP!（『特捜ロボ ジャンパーソン』挿入歌） - 1993年
- ドラゴンボールの伝説（映画『ドラゴンボールZ 危険なふたり!超戦士はねむれない』イメージソング） - 1994年
- 小さな戦士 〜悟天とトランクスのテーマ〜（映画『ドラゴンボールZ 超戦士撃破!!勝つのはオレだ』イメージソング） - 1994年
- キミがいる地球に来たよ（『ドラゴンボールZ』イメージソング） - 1995年
- 愛はバラードのように 〜ベジータのテーマ〜（映画『ドラゴンボールZ 復活のフュージョン!!悟空とベジータ』イメージソング） - 1995年
- 勇者の笛 〜タピオンのテーマ〜（映画『ドラゴンボールZ 龍拳爆発!!悟空がやらねば誰がやる』イメージソング） - 1995年

## 出演
- COLUMBIA ANIME FEST. '93 Live in 多摩アリーナ（1993年） - 「特捜ロボ ジャンパーソン」歌唱。後に同ライブ音源がCD化されている。